# Templo de Salomón

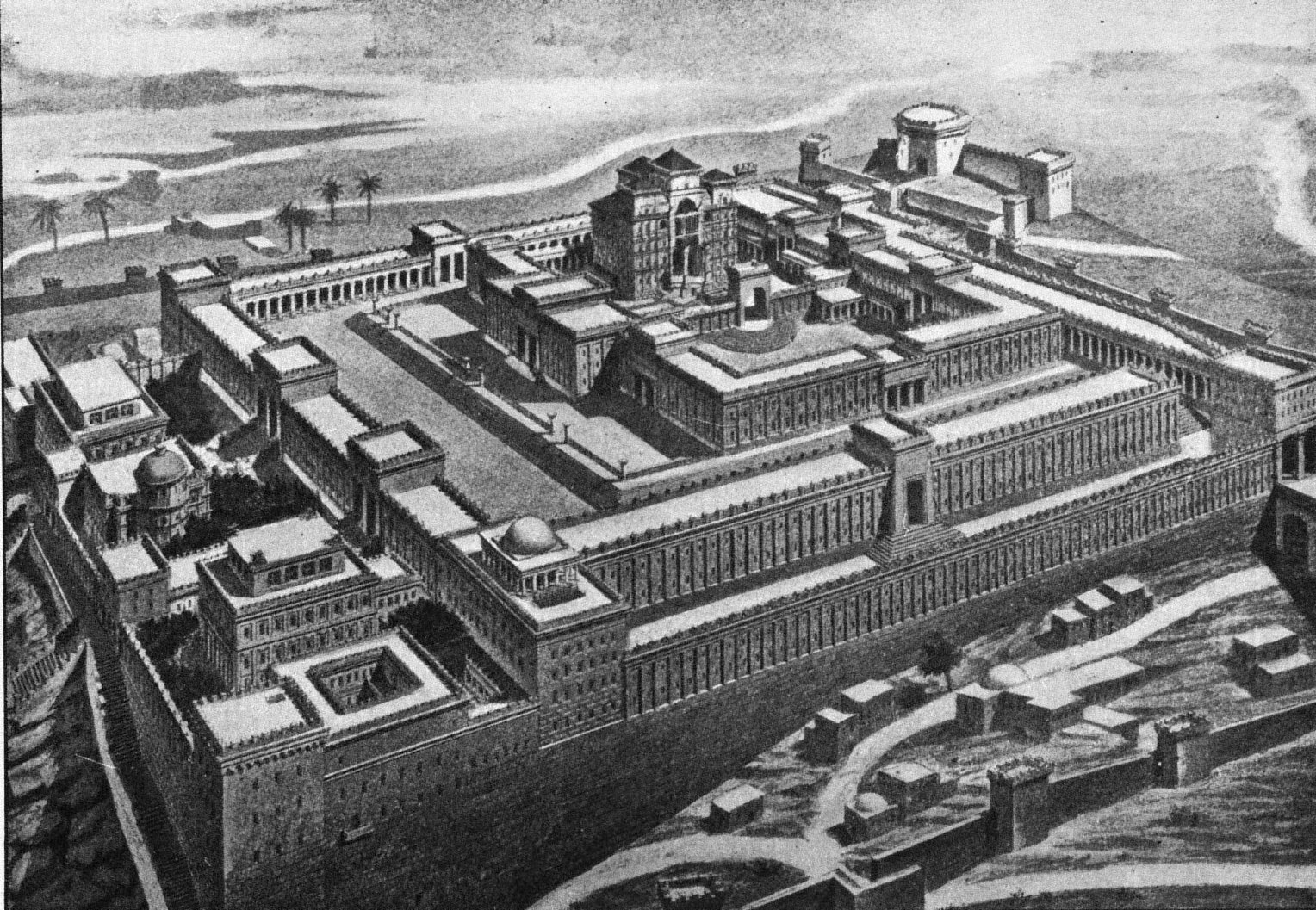
Representación del Templo de Salomón de acuerdo con la descripción bíblica. (Grabado de 1876)

El Templo de Salomón, también conocido como el Primer Templo, según la narración bíblica, fue un templo de Jerusalén (hebreo = בֵּית-הַמִּקְדָּשׁ: Beit Ha-Miqdash) construido bajo el reinado de Salomón y terminado en el año 957 a. C. El Templo fue saqueado y luego destruido en el 586/587 a. C. a manos del rey  babilónico Nabucodonosor II, quien también deportó a los judíos a Babilonia. La destrucción del templo y la deportación se consideraron cumplimientos de la profecía y reforzaron las creencias religiosas judaicas.
La Biblia hebrea (Antiguo Testamento) describe cómo el padre de Salomón a David, el gran rey guerrero que unió a las tribus israelitas, capturó Jerusalén e introdujo en la ciudad el artefacto central de los israelitas, el Arca de la Alianza. David eligió el monte Moriah en Jerusalén como lugar para un futuro templo que albergara el Arca, hoy conocido como el Monte del Templo o Haram al-Sharif. Sin embargo, Dios no le permitió construir el Templo, pues había «derramado mucha sangre». En su lugar, su hijo Salomón, conocido por ser un ambicioso constructor de obras públicas, lo edificó. Colocó el Arca en el Sanctasanctórum, la sala más interior sin ventanas y la zona más sagrada del Templo. En el Sanctasanctórum descansaba la presencia de Dios. Solo el sumo sacerdote podía entrar en la sala, una vez al año en el Día de la Expiación, llevando la sangre de un cordero sacrificado y quemando incienso.
Según la Biblia, el Templo no únicamente servía como edificio religioso, sino también como lugar de reunión para los israelitas. A los judíos que habían sido deportados tras la conquista de Babilonia se les permitió finalmente regresar y reconstruir su templo, conocido como el Segundo Templo. Pero el edificio ya no albergaba el Arca, pues había desaparecido.
Los estudiosos dudan de la veracidad del relato bíblico, ya que no se ha encontrado ninguna prueba de la existencia del Templo de Salomón, además el Templo no se menciona en los relatos extrabíblicos. Existe un acuerdo generalizado de que existía una estructura ritual en el Monte del Templo en el momento del asedio babilónico a Jerusalén, pero siguen existiendo serias dudas a la hora de atribuirlo o su construcción a Salomón, o a cualquier rey aproximadamente contemporáneo a su vida. Los artefactos que supuestamente prueban la existencia del Templo de Salomón —una granada de marfil y una tablilla de piedra del siglo IX a. C.— han resultado ser falsos. Muchos estudiosos creen que la inscripción en un fragmento de cerámica conocido como Ostracón 18, escrita alrededor del año 600 a. C., hace referencia al Templo de Jerusalén. De ser así, sería la única corroboración extrabíblica del Templo encontrada.

## Historia
Schmid y Rupprecht opinan que el emplazamiento del templo era un santuario jebuseo que Salomón eligió en un intento de unificar a jebuseos e israelitas. A tener en cuenta que este comentario no tiene credibilidad debido a la discrepancia de la originalidad de las bases teológicas e históricas. 

### En la literatura antigua
Las fuentes rabínicas, afirman que el Primer Templo estuvo en pie durante 410 años y, basándose en la obra del siglo II Seder Olam Rabbah, sitúan la construcción en el año 832 a. C. y la destrucción en el 422 a. C., 165 años más tarde que las estimaciones seculares.
El historiador judío Josefo dice que «el templo fue quemado cuatrocientos setenta años, seis meses y diez días después de su construcción». Fue sustituido posteriormente por el Segundo Templo en el año 516 a. C.

## Ubicación

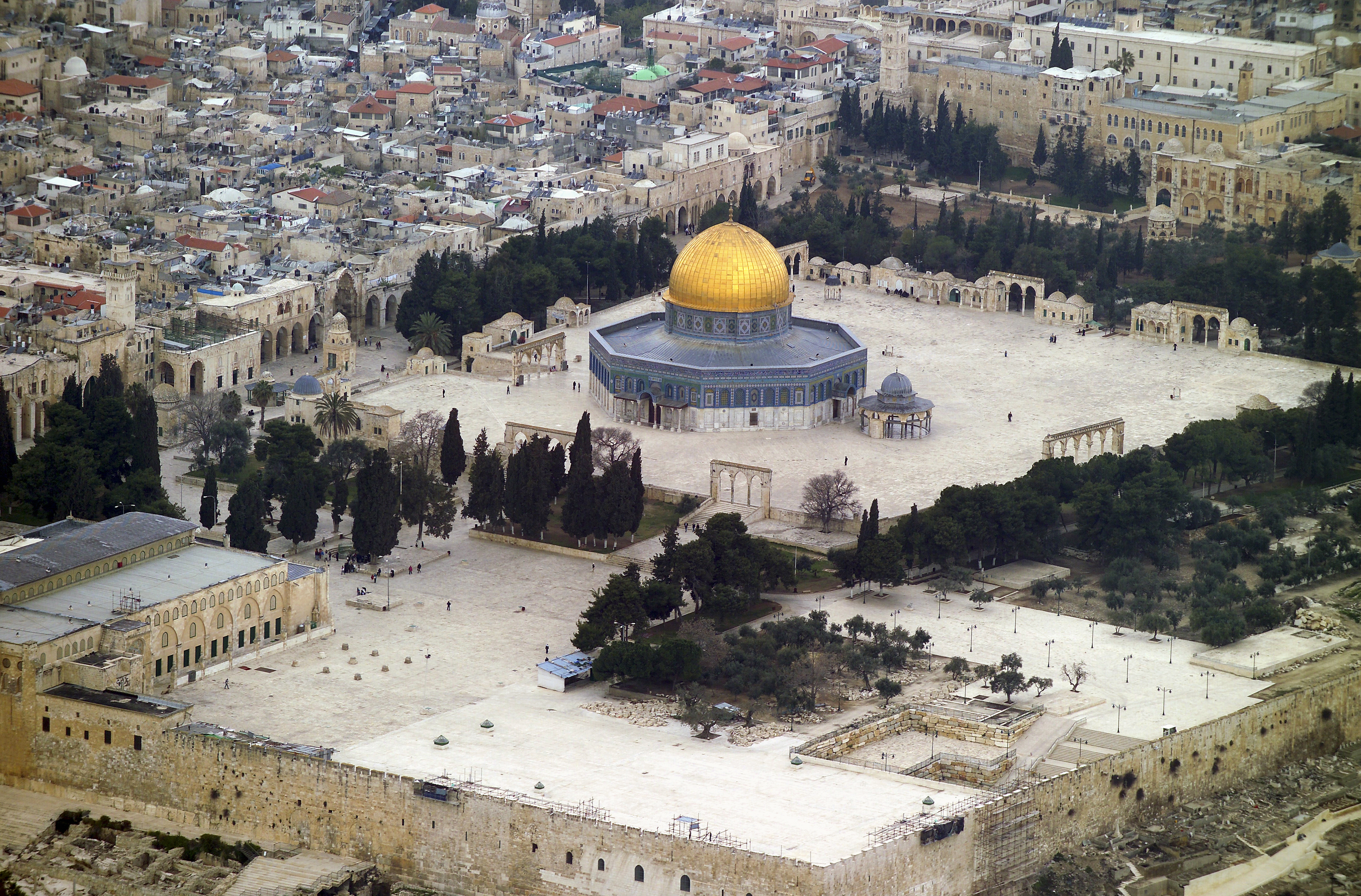
Vista aérea del Monte del Templo, donde se encuentra la Cúpula de la Roca.

Se desconoce la ubicación exacta del Templo: se cree que estaba situado en la colina que constituye el emplazamiento del Segundo Templo del siglo I y el actual Monte del Templo, donde se encuentra la Cúpula de la Roca.

## Adoración

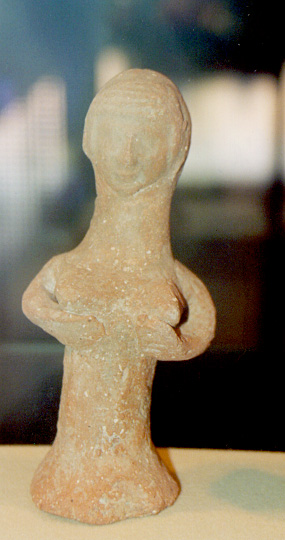
Astarot fue adorada hasta el rey Josías de Judá.

Durante la Monarquía Unida el Templo estaba dedicado a Yahweh, el Dios de Israel. Desde el reinado de Manasés hasta el de Josías, también se adoraba a Baal y al «ejército del cielo».
Hasta las reformas del rey Josías, también había una estatua para la diosa Astarot 2 Reyes  23:6 y las sacerdotisas tejían tejidos rituales para ella. (2 Reyes  23:7) Junto al templo había una casa para las prostitutas del templo (2 Reyes  23:7). que ejercían la prostitución sagrada en el templo. No está claro si las prostitutas incluían tanto a hombres como a mujeres o únicamente a hombres.
Según Francesca Stavrakopoulou, Astarot era la consorte de Yahweh, y era adorada junto a él. Según Richard H. Lowery, Yahweh y Astera encabezaban un panteón de otros dioses de Judea que eran adorados en el templo.
El templo tenía carros del sol (2 Reyes  23:11 ) y los adoradores del templo miraban hacia el este y se inclinaban hacia el sol (Ezequiel  8:16). Algunos estudiosos de la Biblia, como Margaret Barker, afirman que estos elementos solares indican un culto solar, y que pueden reflejar un culto jebuseo anterior a Zedek, o posiblemente un Yahwismo solarizado.
Según el Tanaj, el Templo albergaba el Arca de la Alianza. Dice que el Arca contenía los Diez Mandamientos y que fue trasladada de Kiriath Jearim a Jerusalén por David antes de ser trasladada al templo de Salomón. Sin embargo, muchos eruditos bíblicos creen que la historia del Arca fue escrita de forma independiente y luego incorporada a la narrativa bíblica principal justo antes del exilio en Babilonia. Las pruebas arqueológicas sugieren que el Arca pudo contener dioses paganos y que permaneció en Kiriath Jearim durante mucho más tiempo, posiblemente hasta poco antes de la conquista de Babilonia.  El arqueólogo israelita Israel Finkelstein cree que el Arca nunca existió.
Durante la reforma deuteronómica del rey Josías, los objetos del culto del sol y de Astera fueron retirados del templo y se eliminó la práctica de la prostitución sagrada y el culto a Baal y a las huestes del cielo.

### Sacrificio
Un korbán era un sacrificio animal cashrut, como un toro, una oveja, una cabra o una paloma que se sometía a la shojet —sacrificio ritual judío—. Los sacrificios también podían consistir en grano, harina, vino o incienso. Las ofrendas solían cocinarse y el oferente se comía la mayor parte de ellas, mientras que otras partes se entregaban a los sacerdotes cohen y otras pequeñas se quemaban en el altar del Templo de Jerusalén. Únicamente en casos especiales se entregaba toda la ofrenda solo a Dios, como en el caso del chivo expiatorio. Bajo Josías, los sacrificios se centralizaron en el templo de Salomón y se abolieron otros lugares de sacrificio. El templo se convirtió en un importante centro de sacrificios y una parte importante de la economía de Jerusalén.

## Narrativa bíblica

### Construcción
En el libro bíblico II Samuel, Hiram I, rey de la ciudad-estado fenicia de Tiro, se convierte en aliado de David tras la conquista de Jerusalén. La amistad continúa después de que Salomón suceda a David y en los libros bíblicos I Reyes, capítulos 5 a 9, y II Crónicas, capítulos 2 a 7, se relata cómo Hiram ayuda a Salomón a construir el Templo.
Hiram accede a la petición de Salomón de suministrarle cedros y cipreses para la construcción del Templo, y le dice a Salomón que le enviará los árboles por mar: «Los convertiré en balsas para que vayan por mar al lugar que me indiques. A cambio de la madera, Salomón le envía trigo y aceite». Salomón también trae a un hábil artesano de Tiro, también llamado Hiram (o Huram-abi), que supervisa la construcción del Templo. Los canteros de Gebal (Biblos) cortan las piedras para el Templo.
Según I Reyes, los cimientos del Templo se colocan en Iyar, el segundo mes del cuarto año del reinado de Salomón, y la construcción se completa en Jeshván, el octavo mes del undécimo año de Salomón, por lo que tardaron unos siete años. Después de que el Templo y el palacio —que tardaron 13 años más— se completaron, Salomón le da a Hiram veinte ciudades en Galilea como pago parcial por los bienes entregados. Pero cuando Hiram viene a ver las ciudades no está contento: «¿Qué son estas ciudades que me has dado, hermano mío?», pregunta. Aunque se mantiene en términos amistosos con Salomón.
El libro bíblico II Crónicas completa algunos detalles de la construcción que no se dan en I Reyes. Afirma que los árboles enviados como balsas fueron enviados a la ciudad de Jaffa, en la costa mediterránea, y que, a cambio de la madera suministrada, Salomón, además del trigo y el aceite, envió vino a Hiram de Tiro.

### Traslado del Arca de la Alianza
1 Reyes 8:1-9 y 2 Crónicas 5:2-10 registran que en el séptimo mes del año (Tishréi), en la fiesta de los Tabernáculos, los sacerdotes y los levitas trajeron el Arca de la Alianza desde la Ciudad de David y la colocaron dentro del Sanctasanctórum.

### Dedicación

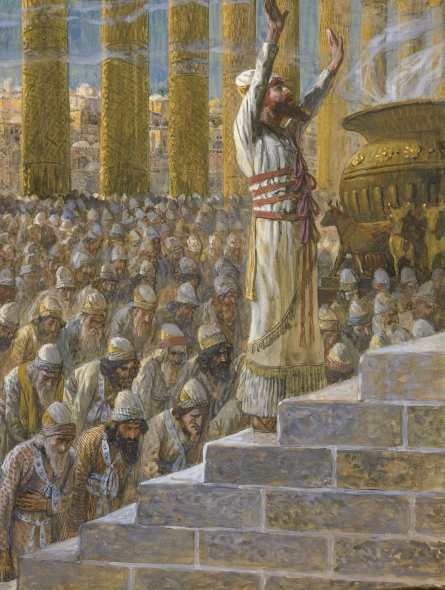
En una representación artística, el rey Salomón dedica el Templo de Jerusalén. (Pintura de James Tissot o seguidor, c. 1896-1902)

En 1 Reyes 8:10-66 y 2 Crónicas 6:1-42 se relatan los acontecimientos de la dedicación del templo. Cuando los sacerdotes salieron del lugar santísimo después de colocar el Arca allí, el Templo se llenó de una nube abrumadora que interrumpió la ceremonia de dedicación, «porque la gloria del Señor había llenado la casa del Señor [de tal manera que] los sacerdotes no podían estar de pie para ministrar» (1 Reyes  8:10-11; 2 Crónicas  5:13, 14). Salomón interpretó la nube como «[prueba] de que su piadosa obra era aceptada»:

El Señor ha dicho que habitará en la espesa oscuridad.
Te he construido una casa excelsa, un lugar para que habites para siempre. (1 Reyes 8:12-13)

La alusión es a Levítico  16:2:

El Señor dijo a Moisés:
Dile a tu hermano Aarón que no entre a cualquier hora en el santuario que está tras el velo, ni ante la tapa que está sobre el arca, para que no muera; porque yo me manifestaré en una nube sobre la tapa.

El Pulpit Commentary señala que «Salomón tenía así todas las garantías para relacionar una teofanía con la espesa nube oscura»

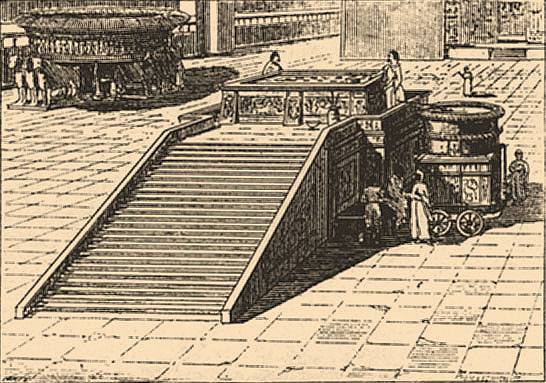
El altar, ilustración de la enciclopedia judía Brockhaus and Efron (1906-1913).

Salomón dirigió entonces a toda la asamblea de Israel en oración, señalando que la construcción del templo representaba el cumplimiento de la promesa de Dios a David, dedicando el templo como lugar de oración y reconciliación para el pueblo de Israel y para los extranjeros que vivían en Israel, y destacando que Dios, que vive en los cielos, no puede estar realmente contenido en un único edificio. La dedicación concluyó con una celebración musical y sacrificios que, según se dice, incluían «veintidós mil toros y ciento veinte mil ovejas». Estos sacrificios se ofrecieron fuera del templo, en «el centro del patio que estaba frente a la casa del Señor», porque el altar del interior del templo, a pesar de sus amplias dimensiones, no era lo suficientemente grande para las ofrendas que se hacían ese día. La celebración duró ocho días y contó con la presencia de «una asamblea muy grande [reunida] desde la entrada de Hama hasta el arroyo de Egipto». La posterior fiesta de los Tabernáculos alargó toda la celebración a 14 días, antes de que el pueblo fuera «despedido a sus casas».
Después de la dedicación, Salomón oye en un sueño que Dios ha escuchado su oración, y que Dios seguirá escuchando las oraciones del pueblo de Israel si adoptan las cuatro formas en las que podrían mover a Dios a actuar: humildad, oración, búsqueda de su rostro y alejamiento de los malos caminos. Por el contrario, si se apartan y abandonan los mandamientos de Dios y adoran a otros dioses, entonces Dios abandonará el templo: «esta casa que he santificado para mi nombre la echaré de mi vista».

### La restauración de Joás
2 Reyes 12:1-17 y 2 Crónicas 24:1-14 relatan que el rey Joás de Judá y los sacerdotes del templo organizaron un programa de restauración financiado con donaciones populares. El templo fue restaurado a su estado original e incluso más reforzado.2 Crónicas 24:13

### Saqueo y destrucción
Según el Tanaj, el Templo fue saqueado por el rey del Imperio neobabilónico Nabucodonosor II cuando los babilonios atacaron Jerusalén durante el breve reinado de Joaquín de Judá hacia el año 598 a. C. (2 Reyes 24:13). Una década más tarde, Nabucodonosor volvió a asediar Jerusalén y, después de 30 meses, finalmente abrió una brecha en las murallas de la ciudad en el año 587 a. C., quemando posteriormente el Templo, junto con la mayor parte de la ciudad (2 Reyes 25). Según la tradición judía, el Templo fue destruido en Tisha b'Av, el 9 de Av (calendario hebreo).

### Arquitectura

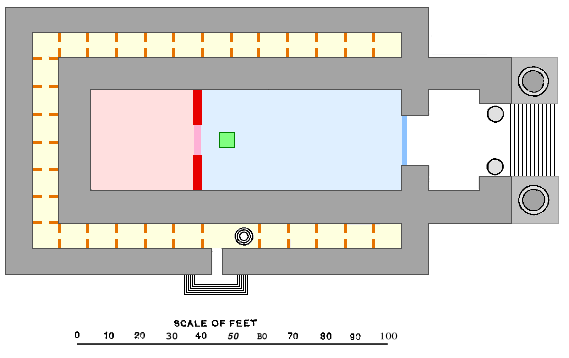
Diseño del Templo. En blanco, el pórtico, en azul el santuario y en rosa el Sanctasantórum que contiene el Arca de la Alianza.

Se considera que el Templo de Salomón fue construido según diseño fenicio, y su descripción se considera como la mejor de lo que era un templo fenicio. Las descripciones detalladas que ofrece el Tanaj son las fuentes para reconstruir su aspecto. Los detalles técnicos son escasos, ya que los escribas que escribieron los libros no eran arquitectos ni ingenieros, No obstante, las descripciones han inspirado réplicas modernas del templo y han influido en estructuras posteriores en todo el mundo.
Los arqueólogos clasifican la descripción bíblica del Templo de Salomón como un edificio langbau. Es decir, un edificio rectangular más largo que ancho. Además, se clasifica como un edificio tripartito, que consta de tres unidades: el ulam (pórtico), el heikal (tabernáculo) y el debir (Sanctasanctórum). También se clasifica como un templo de eje recto, lo que significa que hay una línea recta desde la entrada hasta el santuario más interior.

#### Pórtico

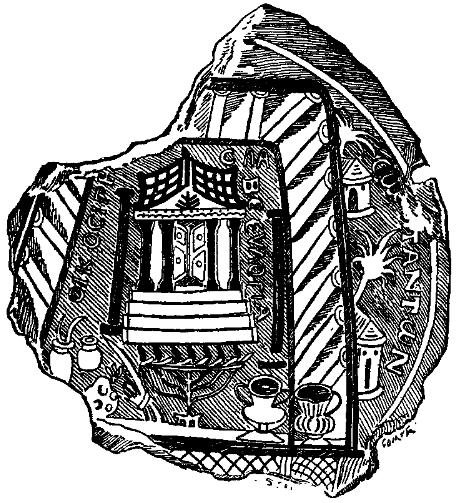
Imagen de un cuenco de vidrio del, que representa el templo de Salomón. Jachin y Boaz son los pilares negros separados que se muestran a ambos lados de los escalones de entrada.

El ulam, o pórtico, contaba con dos pilares de bronce, Jachin y Boaz. Las descripciones bíblicas no aclaran si el pórtico era una habitación cerrada, una entrada techada o un patio abierto, por lo que no se sabe si los pilares eran elementos independientes o estructurales incorporados al pórtico. Si se construyeron en el pórtico, podría indicar que el diseño estuvo influenciado por templos similares de Siria o incluso de Turquía, sede del antiguo imperio hitita. Aunque la mayoría de las reconstrucciones del templo presentan los pilares como elementos independientes,  Yosef Garfinkel y Madeleine Mumcuoglu consideran probable que los pilares sostuvieran un techo sobre el pórtico.

#### Tabernáculo (cámara principal)
El pórtico conducía a la heikal, cámara principal o santuario. Medía 40 codos de largo, 20 codos de ancho y 30 codos de alto, y contenía un candelabro, una mesa y un altar recubierto de oro que se utilizaba para las ofrendas. En el santuario se dejaban panes como ofrenda a Dios. En el extremo del santuario había una puerta de madera, custodiada por dos querubines, que conducía al Lugar Sanctasanctórum.
Las paredes del tabernáculo o santuario estaban revestidas de cedro, sobre el que se habían esculpido figuras de querubines, palmeras y flores abiertas, que estaban recubiertas de oro (1 Reyes  6:29-30). Unas cadenas de oro lo separaban del Sanctasanctórum. El suelo del Templo era de abeto recubierto de oro. Los postes de la puerta, de madera de olivo, sostenían puertas plegables de abeto. Las puertas del Sanctasanctórum eran de madera de olivo. En ambos conjuntos de puertas había tallados querubines, palmeras y flores, todo ello recubierto de oro (1 Reyes  6:15 y ss.) Este edificio principal estaba entre el altar exterior, donde se realizaban la mayoría de los sacrificios, y en el interior, en el extremo más alejado, estaba la entrada al Sanctasanctórum, que originalmente contenía el Arca de la Alianza. El hekhal principal contenía una serie de objetos rituales sagrados, como el candelabro de siete brazos, un altar de incienso de oro y la mesa del pan de la proposición. Según 1 Reyes 7:48, estas mesas eran de oro, al igual que los cinco candelabros situados a cada lado del altar. También eran de oro las jofainas, los apagafuegos, los braseros e incluso las bisagras de las puertas.

#### Sanctasanctórum
El Sanctasanctórum, también llamado «Casa Interior», tenía 20 codos de largo, ancho y alto. La explicación habitual de la discrepancia entre su altura y la de 30 codos del templo es que su suelo estaba elevado, como la cella de otros templos antiguos.  El suelo y el revestimiento eran de cedro del Líbano, y las paredes y el suelo estaban recubiertos de oro, que ascendía a 600 talentos, es decir, unas 20 toneladas métricas. Contenía dos querubines de madera de olivo, cada uno de 10 codos de altura y con alas extendidas de 10 codos de envergadura, de modo que, al estar uno al lado del otro, las alas tocaban la pared de cada lado y se unían en el centro de la habitación. Había una puerta de dos hojas entre ella y el «Lugar Santo» recubierta de oro; también un velo de tekhelet azul, púrpura, carmesí y lino fino. No tenía ventanas y se consideraba la morada del «nombre» de Dios.

#### Cámaras circundantes
Alrededor del Templo se construyeron cámaras en los lados sur, oeste y norte (1 Reyes 6:5-10). Formaban parte del edificio y servían de almacén. Probablemente, al principio tenían un único piso, pero es posible que posteriormente se añadieran dos más.

#### Tribunales
Según la Biblia, el Templo estaba rodeado de dos atrios. El Patio Interior (1 Reyes 6:36), o Patio de los Sacerdotes (2 Crónicas 4:9), estaba separado del espacio más allá por un muro de tres hileras de piedra labrada, coronado por vigas de cedro (1 Reyes   6:36). Contenía el altar de los holocaustos (2 Crónicas 15:8), la fuente de bronce y otras diez fuentes (1 Reyes  7:38, 39). Delante del Templo había un altar de bronce (2 Reyes 16:14), cuyas dimensiones eran de 20 codos cuadrados y 10 codos de altura (2 Crónicas  4:1). El Gran Patio rodeaba todo el Templo (2 Crónicas  4:9). En él se reunía la gente para rendir culto. (Jeremías 19:14; 26:2).

#### Mar de Bronce

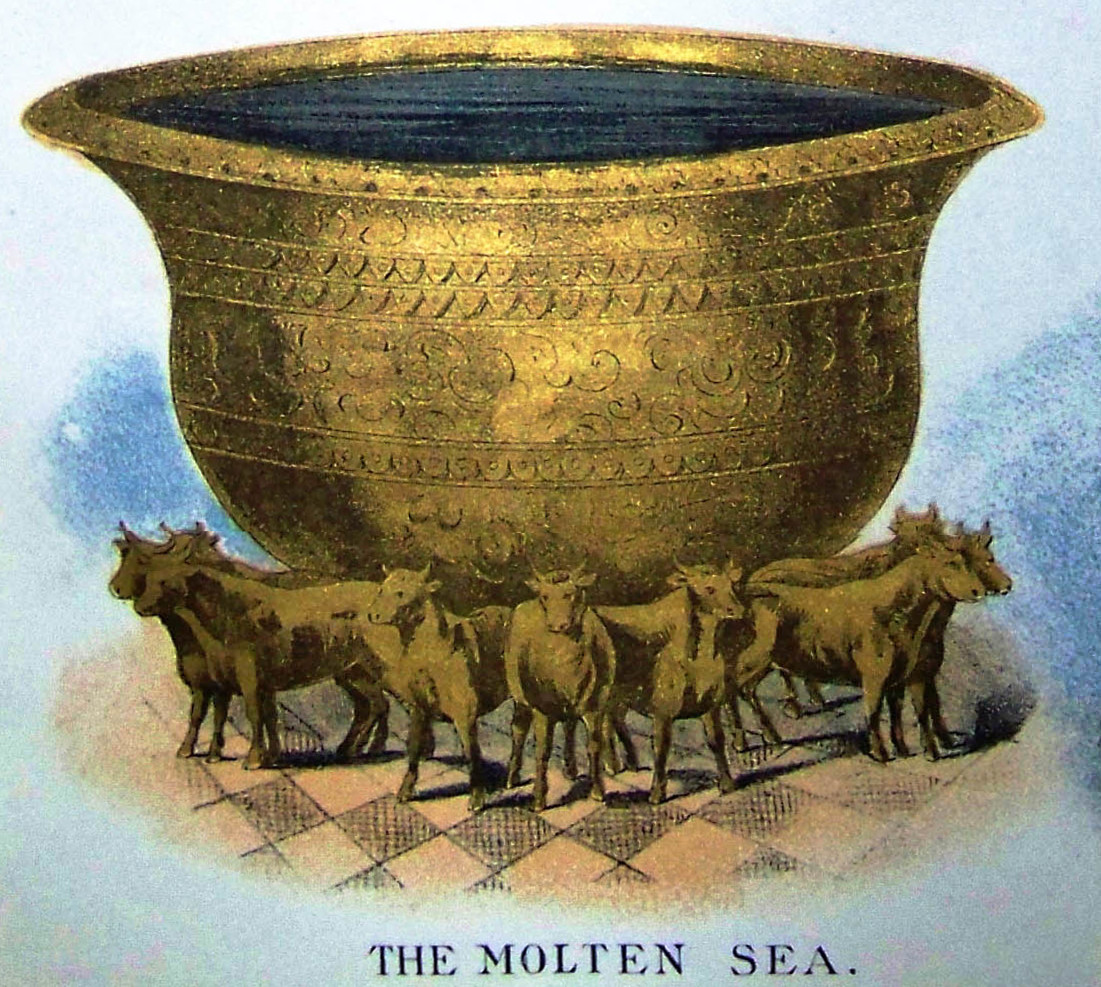
Ilustración del mar fundido en la Biblia Holman, 1890.

Según la Biblia hebrea, el Mar de Bronce (ים מוצק «mar de metal fundido») era un gran cuenco en el Templo para la ablución de los sacerdotes. Se describe en 1 Reyes 7:23-26 y 2 Crónicas 4:2-5. Se encontraba en la esquina sureste del patio interior. Según la Biblia, tenía cinco codos de altura, diez codos de diámetro de borde a borde y treinta codos de circunferencia. El borde era «como el cáliz de un lirio» y se volvía hacia afuera «como un palmo de ancho»; o sea, unas cuatro pulgadas. Se colocaba sobre los lomos de doce bueyes, de pie y con la cara hacia fuera. El Libro de los Reyes afirma que contiene 2.000 baños (90 metros cúbicos), mientras que Crónicas (2 Crónicas  4:5-6) dice que puede contener hasta 3.000 baños (136 metros cúbicos) y afirma que su propósito era permitir la purificación por inmersión de los cuerpos de los sacerdotes.
El hecho de que se tratara de un cuenco-lavabo demasiado grande para entrar desde arriba hace pensar que el agua probablemente fluyera desde él hasta un subcontenedor situado debajo. El agua fue suministrada originalmente por los gabaonitas, pero posteriormente fue traída por un conducto desde las piscinas de Salomón. El Mar fundido era de latón o bronce, que Salomón había tomado de las ciudades capturadas de Hadarezer, el rey de Soba (1 Crónicas 18:8). Posteriormente, Acaz retiró este lavatorio de los bueyes y lo colocó sobre un pavimento de piedra (2 Reyes 16:17). Fue destruido por los caldeos. (2 Reyes 25:13)
También fuera del templo había diez pilas, cada una de las cuales contenía «cuarenta baños» (1 Reyes  7:38), que descansaban en soportes portátiles hechos de bronce, provistos de ruedas y ornamentados con figuras de leones, querubines y palmeras. El autor de los Libros de los Reyes describe sus detalles con gran interés (1 Reyes  7:27-37). Flavio Josefo informó de que los vasos del Templo estaban compuestos de oricalco recubierto de oro en Antigüedades judías.

## Arqueología
Debido a las sensibilidades religiosas y políticas implicadas, desde la expedición de Charles Warren de 1867-1870 no se han llevado a cabo excavaciones arqueológicas ni estudios superficiales limitados del Monte del Templo No hay pruebas arqueológicas de la existencia del Templo de Salomón, y el edificio no se menciona en los relatos extrabíblicos supervivientes. Israel Finkelstein y Neil Asher Silberman sostienen que el primer templo judío de Jerusalén no se construyó hasta finales del siglo VII a. C., unos trescientos años después de Salomón. Creen que el templo no debería asignarse realmente a Salomón, a quien ven como poco más que un cacique de poca monta, y sostienen que lo más probable es que lo construyera Josías, que gobernó Judá del 639 al 609 a. C.